# リトル・オデッサ
『リトル・オデッサ』（原題：Little Odessa）は、1995年制作のアメリカのクライム映画。ジェームズ・グレイの監督デビュー作品。
第51回ヴェネツィア国際映画祭助演女優賞（ヴァネッサ・レッドグレイヴ）、銀獅子賞受賞。
リトル・オデッサとは、ニューヨーク・ブルックリン区のブライトン・ビーチ(Brighton Beach)の通称で、ロシア系、ウクライナ系の住民が多く住んでいる事から、ウクライナ最大の港湾都市オデッサの名を取って付けられたもの。

## あらすじ
ニューヨーク・ブルックリン区のブライトン・ビーチ、通称・リトル・オデッサ。この地で生まれ育ったロシア系ユダヤ人で殺し屋のジョシュアは、ある人物の暗殺の仕事のため、二度と戻らぬと誓って飛び出したこの地に帰ってきた。
彼を英雄視する弟のルーベンは熱狂的に歓迎してくれたが、母のイリーナは脳腫瘍で死の床にあり、父のアルカディは人の道をそれた息子を許していなかった。ジョシュアはかつての恋人アラとも再会し、2人の恋は再び燃え上がるが、アラは彼に不安を覚えていた。
一方、息子をジョシュアに殺されたロシアン・マフィアのボス・ヴォルコフは、躍起になって彼の行方を追っていた。ヴォルコフは自分に借金があるアルカディに、ジョシュアの居所を教えるよう迫る。アルカディはついに息子を裏切り、居所を告げる。
兄の危機を察知したルーベンは、ジョシュアに急いで知らせようとするのだが…。

## キャスト
- ジョシュア・シャピラ：ティム・ロス
- ルーベン・シャピラ：エドワード・ファーロング
- アラ：モイラ・ケリー
- イリーナ・シャピラ：ヴァネッサ・レッドグレイヴ
- アルカディ・シャピラ：マクシミリアン・シェル
- ボリス・ヴォルコフ：ポール・ギルフォイル